# 艾瑟尔河畔卡佩勒
艾瑟尔河畔卡佩勒（荷蘭語：Capelle aan den IJssel，[kaːˈpɛlə ʔaːn dɛn ˈɛisəl] ⓘ）是荷兰南荷兰省的一个市镇。该市镇2005年人口65,605，面积15.42平方公里，其中1.13平方公里为水域。它坐落于鹿特丹的东边，在荷兰艾瑟尔河（Hollandse IJssel）上。